# 繆尼辛鎮區 (密歇根州)
繆尼辛鎮區（英語：Munising Township）是位於美國密歇根州阿爾傑縣的一個行政鎮區。

## 地方資料
繆尼辛鎮區的面積為563.80平方千米，當中陸地面積為523.70平方千米，而水域面積為40.10平方千米。根據2010年美國人口普查的數據，當地共有人口2865人，而人口密度為每平方千米5.08人。